# Степне (Мелітопольський район)
Степне — селище в Україні, в Мелітопольському районі Запорізької області. Входить до складу Семенівської сільської громади. Населення становить 204 осіб.

## Географія
Селище Степне знаходиться на лівому березі річки Малий Утлюк, вище за течією на відстані 4 км розташоване селище Малий Утлюг, нижче за течією на відстані 8 км розташоване село Золота Долина. Річка в цьому місці пересихає, на ній зроблена загата. Поруч проходить автомобільна дорога М14 (E58).

## Назва
На території України 18 населених пунктів з назвою Степне.

## Історія
- 1927 — дата заснування як села Ворошилівка.
- В 1958 році перейменоване в село Степне.
- До 2019 року орган місцевого самоврядування - Новгородківська сільська рада.

## Населення

### Мова
Розподіл населення за рідною мовою за даними перепису 2001 року:
| Мова       | Кількість | Відсоток |
| ---------- | --------- | -------- |
| російська  | 164       | 80.39%   |
| українська | 40        | 19.61%   |
| Усього     | 204       | 100%     |